# Gunnar Brundin
Per Axel Gunnar Brundin, född 18 december 1872, död 15 februari 1958, var en svensk präst och författare. Han var far till Gerdt Brundin.
Brundin avlade teologie kandidatexamen i Uppsala 1895, blev sjömanspräst i London 1905, resesekreterare för Svenska kyrkans missionsstyrelse 1911, missionsdirektor 1914 och domprost i Växjö 1927.
Brundin utgav en rad skrifter i religiösa ämnen. Bland dessa märks Under Söderns sol (1921), En missionerande kyrka (1924), Där vägarna mötas (1925 andra upplagan 1926) och Ernst Heuman (1926).
Brundin var 1915-1928 utgivare av Svenska kyrkans missionstidning.
Brundin blev utnämnd till hedersdoktor i teologi 1941 på Uppsala universitet.